# Друще
Друще (словен. Drušče) — поселення в общині Севниця, Споднєпосавський регіон, Словенія. Висота над рівнем моря: 473 м.